# Takácsatkafélék
A takácsatkafélék (Tetranychidae) a pókszabásúak (Arachnida) osztályába tartozó bársonyatka-alakúak (Trombidiformes) rendjének egy családja.

## Megjelenésük, felépítésük
Apró, szabad szemmel még éppen látható (körülbelül fél milliméteres) állatok.  Szájszervük szúró-szívó. Színük fejlettségüktől, táplálkozási viszonyaiktól és az évszaktól függően sárgás-zöldes, barnás és vöröses lehet. Gyakran vörösek, ezért népiesen vöröspóknak is hívják őket.

## Életmódjuk
A legkülönbözőbb termesztett és vadon élő növények károsítói. A levelek fonákán az erek között laza szövedéket készítenek, és annak védelmében szívogatják a megtámadott növény nedvét; a levél színére csak akkor másznak ki, ha nagyon sokan vannak. Ha túlszaporodnak, egyes egyedeik a virágzatra, illetve a termésre is kiszorulhatnak. A megtámadott levél színén kezdetben apró, halvány foltok tűnnek fel, később a levél torzulhat, bronzosodik, vörösödik (mert a szívás hatására a klorofill elbomlik) és lehull. A levél transzspirációja fokozódik, a klorofill-tartalom csökken, a fotoszintézis lelassul. A levelekkel együtt lehullhat a termő rész is. A fás növényeknél mérséklik a termőrügyek differenciálódását, és ezzel a következő évi termést is csökkentik.
A legismertebb fajok több növényvédőszerre is rezisztenssé váltak.

## Ismertebb nemek
- Bryobia (pl. barna gyümölcstakácsatka Bryobia praetiosa)
- Panonychus, (pl. gyümölcsfa-takácsatka Panonychus ulmi)
- Tetranychus (pl. közönséges takácsatka Tetranychus urticae)